# Selim II
Selim II, detto il Biondo (in turco ottomano: سليم ثانى Selīm-i sānī, in turco moderno İkinci Selim; Palazzo di Topkapı, 28 maggio 1524 – Palazzo di Topkapı, 15 dicembre 1574), fu sultano dell'Impero ottomano dal 1566 fino alla sua morte.
Selim era un candidato improbabile al trono fino a quando suo fratello Mehmed morì di vaiolo, suo fratellastro Mustafa fu strangolato a morte per ordine di suo padre e suo fratello Bayezid fu ucciso per ordine di suo padre dopo una ribellione contro lui e Selim.

## Biografia
Selim nacque nel Palazzo di Topkapı, figlio di Solimano il Magnifico e della sua Haseki Hürrem Sultan, una schiava ucraina del suo harem che in seguito fu liberata e divenne la moglie legale di Solimano. Era il loro terzo figlio e secondo maschio. Altri tre maschi sarebbero nati negli anni seguenti. In più, Solimano aveva un figlio da un'altra concubina, Şehzade Mustafa.
Hürrem (ben sapendo che, in base alla legge del fratricidio, entrambi i suoi due figli maschi sarebbero stati uccisi in favore dell'erede legittimo Mustafà) presumibilmente convinse Solimano che il figlio primogenito stesse complottando contro di lui. Solimano si fece persuadere e nel 1553, durante una campagna militare contro la Persia, convocò Mustafà nella sua tenda e lo fece strangolare davanti a sé. A quel punto il favorito alla successione sembrò essere il figlio minore Bayezid, in quanto Selim risultava essere uno spiacevole esempio di dissolutezza. Egli infatti preferiva di gran lunga i piaceri del vino agli affari dello Stato, inoltre era debole e poco determinato.
Una personalità come Selim avrebbe però fatto molto comodo a numerosi componenti della corte, un sultano debole sarebbe stato infatti molto più "manovrabile" per i fini di molti potenti. Ulteriori intrighi di palazzo portarono così, nel 1561, all'arresto e all'uccisione di Bayezid.
Selim quindi rimase l'unico erede e, nel settembre 1566, prese il posto di suo padre morto durante l'assedio di Szigetvár in Ungheria.

## Regno
Sotto il regno di Selim II, detto Sarı Selim (il biondo) e dai suoi contestatori Sarhoş (l'Ubriacone) l'Impero ottomano vide l'inizio della sua decadenza: il potere del sultano perse buona parte della sua autorevolezza; nella politica interna le cospirazioni delle donne dell'harem acquistarono maggiore influenza; infine gli affari interni furono gestiti da funzionari spesso inclini alla corruzione. Gli affari di Stato furono controllati dal gran visir Sokollu Mehmet Pascià, che nel 1568 riuscì a concludere con l'imperatore Massimiliano II la vantaggiosa pace di Adrianopoli, in base alla quale gli Ottomani acquisivano la Moldavia e la Valacchia e l'imperatore Massimiliano accettava di pagare un tributo.
A Costantinopoli era stato preparato un piano per unire il Volga e il Don in un canale al fine di contrastare l'espansione russa verso la frontiera settentrionale ottomana. Nell'estate del 1569 una contingente di giannizzeri e di cavalleria fu inviata per assediare Astrachan' e ad iniziare i lavori, mentre una flotta ottomana assediò Azov. Tuttavia, una sortita della guarnigione di Astrachan' respinse gli assedianti. Un esercito di aiuti russi di 15000 attaccò e disperse gli operai e la forza tatara inviò la loro protezione. La flotta ottomana fu quindi distrutta da una tempesta. All'inizio del 1570 gli ambasciatori di Ivan IV di Russia conclusero un trattato che ristabiliva relazioni amichevoli tra il Sultano e lo Zar.
La conquista di Cipro nel 1570 fu seguita, l'anno successivo, dalla sconfitta a Lepanto per mano della flotta cristiana riunita nella Lega Santa: una sconfitta che ebbe importanti conseguenze soprattutto sul piano morale.
Il sultano reagì violentemente e ordinò l'immediato massacro di tutti i cristiani di Costantinopoli, ma da ciò venne subito sconsigliato dal Gran Visir Sokollu, che temeva che gli Stati europei attaccassero per rappresaglia l'Impero. Selim II da quel momento si disinteressò completamente dei suoi compiti di sovrano e si ritirò nell'harem.
Selim è noto per aver restituito a Mahidevran Sultan il suo status e la sua ricchezza. Costruì anche la tomba di suo fratello maggiore, Mustafa.
Morì nel 1574. Pochi mesi prima gli Ottomani erano riusciti a strappare alla Spagna il controllo della musulmana Tunisi.

## Famiglia
La moglie legale di Selim, Nurbanu Sultan, era veneziana, madre del suo successore Murad III e di almeno tre delle sue figlie. Come Haseki riceveva 1100 aspri al giorno, mentre le concubine di rango inferiore, madri degli altri principi, ricevevano 40 aspri al giorno. In occasione del loro matrimonio Selim conferì a Nurbanu 110000 ducati come dote, superando i 100000 ducati che suo padre conferì a sua madre Hürrem Sultan.

### Consorti
- Nurbanu Sultan, Haseki, moglie legale e Valide Sultan di Murad III.[10]
- Almeno sette concubine di cui non si conosce il nome, madri degli altri principi.

### Figli
Selim aveva otto figli:
- Murad III (Manisa, 4 luglio 1546 - Costantinopoli, 15 gennaio 1595. Sepolto nel suo mausoleo nella Moschea Hagia Sophia) - con Nurbanu Sultan. Unico figlio maschio di Selim nato prima che salisse al trono, successe a suo padre come sultano.
- Şehzade Mehmed (Costantinopoli, settembre 1571 - Costantinopoli, 1572. Sepolto nel mausoleo Hürrem Sultan). Morto infante di cause naturali.
- Şehzade Süleyman (Costantinopoli, 1571 - Costantinopoli, 22 dicembre 1574, sepolto con suo padre). Giustiziato da Murad III alla sua salita al trono. Sua madre in seguito si suicidò.
- Şehzade Abdullah (Costantinopoli, 1571 - Costantinopoli, 22 dicembre 1574, sepolto con suo padre). Giustiziato da Murad III alla sua salita al trono.
- Şehzade Ali (Costantinopoli, 1572 - Costantinopoli, 1572). Morto poco dopo la nascita con sua madre.
- Şehzade Osman (Costantinopoli, 1573 - Costantinopoli, 22 dicembre 1574, sepolto con suo padre). Giustiziato da Murad III alla sua salita al trono. Sua madre morì poco dopo la sua nascita.
- Şehzade Mustafa (Costantinopoli, 1573 - Costantinopoli, 22 dicembre 1574, sepolto con suo padre). Giustiziato da Murad III alla sua salita al trono.
- Şehzade Cihangir (Costantinopoli, 1574 - Costantinopoli, 22 dicembre 1574, sepolto con suo padre). Giustiziato da Murad III alla sua salita al trono. Sua madre morì poco dopo la sua nascita.

### Figlie
Selim ebbe almeno quattro figlie:
- Şah Sultan (Karaman, 1543 – Costantinopoli, 3 novembre 1580. Sepolta nella türbe di Zal Mahmud Pascià, Moschea di Zal Mahmud Pascià) - con Nurbanu Sultan. Sposò in prime nozze nel 1562 Çakırcıbaşı Hasan Pascià, sposata in seconde nozze nel 1574 con Zal Mahmud Pascià;[11]
- Gevherhan Sultan (Manisa, 1544 - Costantinopoli, c. 1624, sepolta nella türbe di Selim II, Moschea di Santa Sofia) - Nurbanu Sultan. Sposò in prime nozze nel 1562 Piyale Paşa, sposò in seconde nozze nel 1579 Cerrah Mehmed Pascià;[11]
- Ismihan Sultan (Manisa, 1545 – Costantinopoli, 8 agosto 1585, sepolta nella türbe di Selim II, Moschea di Santa Sofia) - con Nurbanu Sultan. Sposata in prime nozze nel 1562 con Sokollu Mehmed Pascià, sposata in seconde nozze nel 1584 con Kalaylıkoz Ali Pascià;[11]
- Fatma Sultan (Konya, 1558 – Costantinopoli, ottobre 1580, sepolta nella türbe di Selim II, Moschea di Santa Sofia), - con Nurbanu Sultan. Sposata nel 1573 con Kanijeli Siyavuş Pascià.[11]